# Hartmann II. von Grüningen

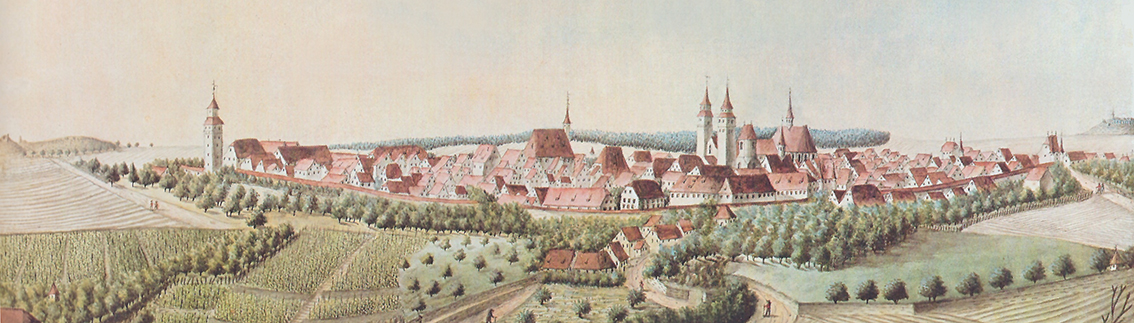
Silhouette Grüningens vor 1800

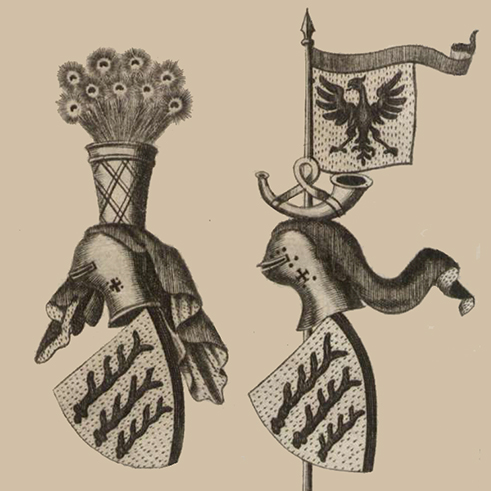
Wappen und Helmzier der Grafenhäuser von Grüningen und Württemberg mit Reichssturmfahne

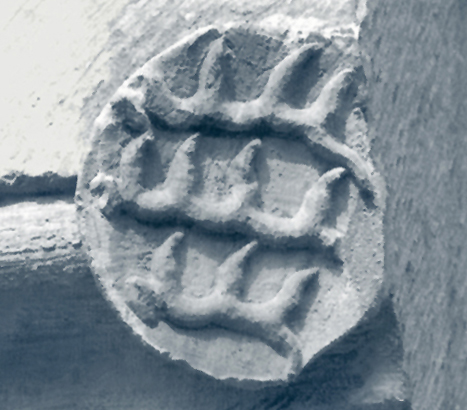
Am steinernen Untergeschoss des Markgröninger Pfarrhauses findet sich das vermutlich älteste in Stein gemeißelte Wappen der Württemberger (13. Jhdt.)

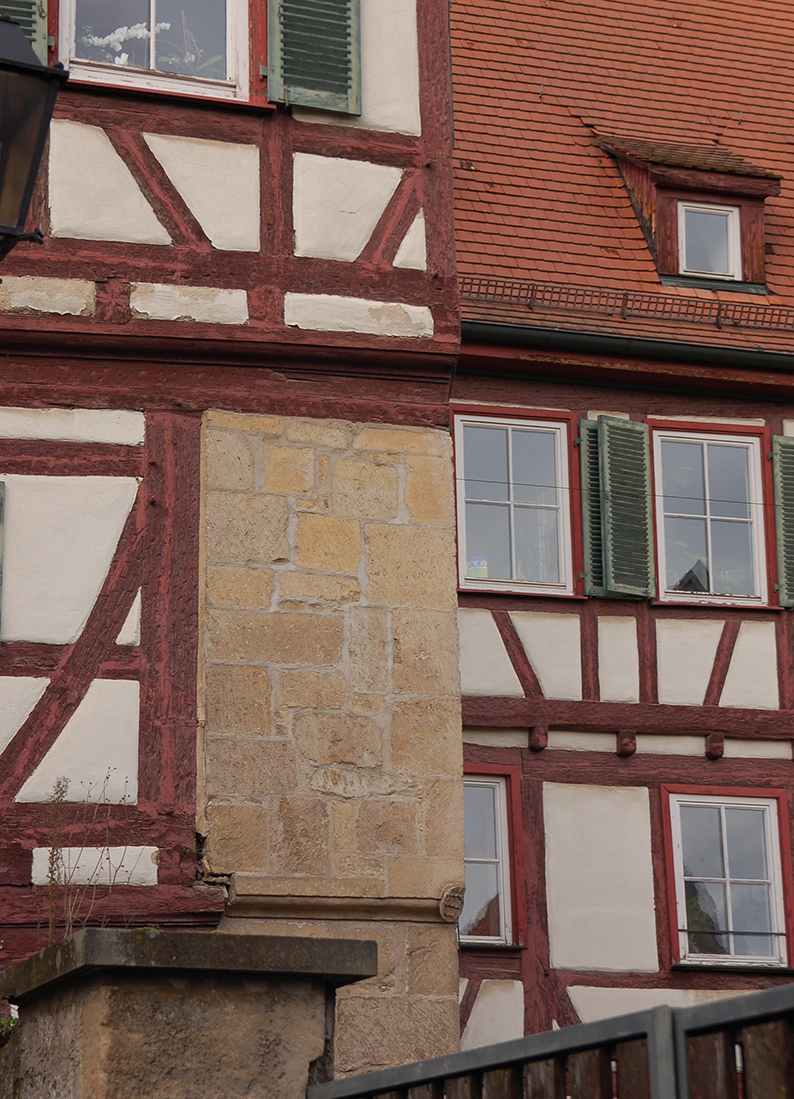
Mauerrelikt des ehemaligen Herrenhofes der Grafen von Grüningen mit Wappen

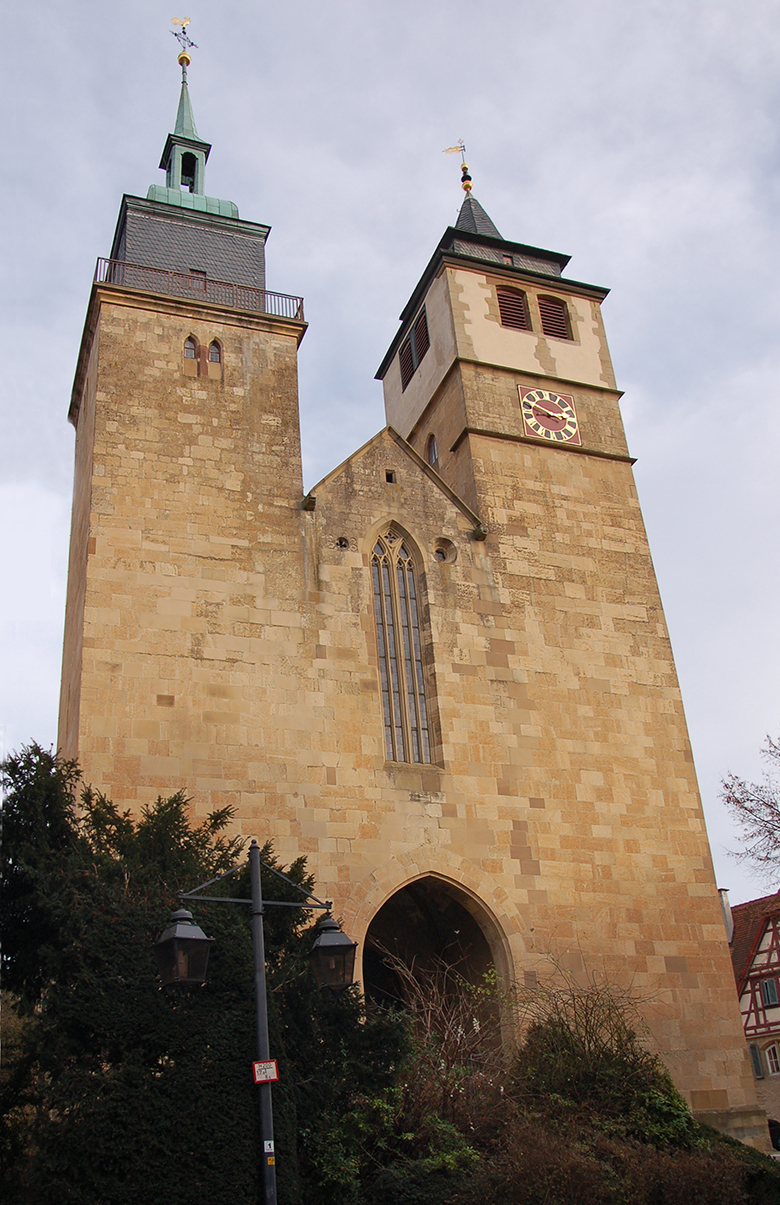
Der Neubau der Grüninger Bartholomäuskirche wurde von Hartmann II. veranlasst. Sie war als Grablege für seine Dynastie gedacht und damals der größte Sakralbau Württembergs

Hartmann I. (nur lt. Fendrich: II.) von Grüningen (erstmals genannt 1237; † 4. Oktober 1280 in Gefangenschaft auf dem Hohenasperg, begraben in der Bartholomäuskirche in Markgröningen) war ein württembergischer Graf, der als Reichssturmfähnrich („Signifer Imperii“) mit Burggrafschaft und Stadt Grüningen, heute Markgröningen, belehnt war. Zusammen mit Ulrich I. von Württemberg hatte er sich in den Dienst des Papstes und der Gegenkönige gestellt, um den Staufern die schwäbische Herzogswürde und ihre Königsgüter im schwäbischen Unterland abzunehmen. Das von den Staufern zur Reichsstadt erhobene Grüningen wollte er zu seiner fürstlichen Residenzstadt ausbauen. Ulrich verfolgte dasselbe Ziel mit Stuttgart.

## Hartmann I. oder Hartmann I. + Hartmann II. + Hartmann III.?
Es gab den Vater Hartmann I. (urk. ab 1237), den Sohn Hartmann II. (urk. ab 1265) und den Enkel Hartmann III. von Grüningen (urk. 1284). Nur Fendrich (2016) vertritt die Hypothese, dass drei Personen von der modernen Geschichtsforschung fälschlich zu einer Person, dem Vater Hartmann I. von Grüningen, zusammengefasst worden seien. Der vorliegende Artikel über Hartmann II. steht daher im Widerspruch zu dem Artikel über Hartmann I. von Grüningen. Ebenfalls auf Fendrichs Hypothese beruht der Artikel über Hartmann III. von Grüningen.

## Herkunft und Ansprüche

### Traditioneller Anspruch auf Grüningen
Das Vorstreitrecht, die Reichssturmfahne und das damit verknüpfte Grüninger Königslehen (Burggrafschaft und Kommune) sollen seit Karl dem Großen schwäbischen Gefolgsleuten vorbehalten und vererbbar gewesen sein. Amt und Lehen schienen prominent genug, dass sich beispielsweise die Grafen von Maden danach benannten, obwohl sie andernorts weit mehr Besitz hatten: Von Graf Werner IV. von Grüningen, der ein naher Verwandter des ersten nachweisbaren Württembergers Konrad von Württemberg war und 1121 ohne Nachkommen verstarb, leiteten die Württemberger Grafen offenbar den stets mit großer Energie verfolgten Anspruch auf Reichssturmfahne, Burg und Stadt Grüningen ab.
1139 hielt Staufer-König Konrad III. in der Grüninger Königspfalz einen Hoftag ab und urkundete für das Kloster Denkendorf. Unter den Zeugen befanden sich die Grafen Ludwig und Emicho von Württemberg. An einen der beiden hatte Konrad möglicherweise das zuvor von ihm selbst bekleidete Amt des Reichssturmfähnrichs abgegeben. So findet sich danach ein weiteres württembergisches Brüderpaar im Tross der Staufer: die Grafen Hartmann I. und Ludwig II. von Württemberg. Unter deren Nachkommen fällt Konrad von Württemberg besonders auf, weil er sich offenbar nach Erhalt des Grüninger Reichslehens in „Graf Konrad von Grüningen“ umbenannte und als erster bekannter Württemberger die Veringer Hirschstangen im Wappen führte. Er begleitete Kaiser Friedrich II. auf dessen Kreuzzug und urkundete 1228 in Akkon zugunsten des Deutschordens. Mangels weiterer Urkunden geht man davon aus, dass er nicht aus dem „Heiligen Land“ zurückkehrte. An seiner Stelle erscheint sein Sohn Hartmann I. von Grüningen vermutlich als Reichssturmfähnrich im Gefolge des Kaisers. Er wird 1237 zusammen mit seinem Großvater Hartmann I. von „Warteberch“ (Württemberg) im Feldlager bei Augsburg erstmals urkundlich genannt.

#### Eigengut in Grüningen
Die Württemberger Grafen von Grüningen verfügten als Kirchherren und Besitzer des „Herrenhofes“ neben der Kirche aber auch über Eigengut in Grüningen. Davon zeugt das vermutlich älteste in Stein gehauene Württemberger Wappen „der alten Grafen“ am erhaltenen Sockel des ehemaligen „Steinhauses“, an dessen Stelle im 16. Jahrhundert das Pfarrhaus errichtet wurde.

### Ein jüngerer Hartmann von Grüningen im Jahr 1246?
Ein nur schwacher Hinweis auf einen jüngeren Grafen Hartmann (II.) stammt vom 30. September 1246, als Graf Hartmann I. von Grüningen ein einziges Mal „der Ältere“ genannt wird. Diese Urkunde ist allerdings in zwei Fassungen überliefert, das Wort „senior“ ist nur in der einen Fassung enthalten, während es in der anderen fehlt. Allein aus dieser Urkunde lässt sich also nicht schlüssig beweisen, dass es um diese Zeit bereits einen jüngeren Hartmann von Grüningen gab. Ein Sohn des Älteren könnte er ohnehin nicht gewesen sein, weil Hartmann I. erst seit 1237/39 auftrat, damals noch zusammen mit seinem Großvater Graf Hartmann I. von Württemberg. Und als Vetter Hartmanns I. von Grüningen (d. h. als Bruder Graf Ulrichs I. von Württemberg) ist auch kein Hartmann (II.) nachweisbar.
Hartmann I. von Grüningen verkaufte im April 1243 in Capua die „Grafschaft im Albgau“ nebst der Burg Eglofs mit Leuten, Besitzungen und allem Zubehör an Kaiser Friedrich II. Der in Raten zu zahlende Kaufpreis von 3200 Mark Silber – oder die als Pfand dienende Stadt Esslingen – sollte im Falle seines vorzeitigen Ablebens oder falls er zum Zeitpunkt der Zahlung nicht in Deutschland sei, an seine Neffen (nepotibus suis), die Grafen von Württemberg, erfolgen. Schon Christoph Friedrich von Stälin hat festgestellt, dass der Wortlaut der Urkunde weder besagt, dass Hartmann I. damals kinderlos war, noch, dass die Grafen von Württemberg seine Erben waren. Sondern die Zahlung sollte nur ersatzweise an seine Verwandten von Württemberg erfolgen und diese sollten dem Kaiser für die Zahlung volle Kaution leisten, d. h. das Geld dem Grafen Hartmann oder seinen Erben wieder herausgeben (wären die Württemberger Hartmanns Erben gewesen, wäre keine Kaution erforderlich gewesen). Die Urkunde zeigt also, dass Hartmann I. im Jahr 1243 nicht erbenlos war, aber seine Kinder waren sicherlich noch minderjährig. 
Bei den erbberechtigten Neffen (das lateinische Wort Nepos bedeutete im Mittellateinischen außer Neffe oder Enkel auch allgemein Vetter oder Verwandter) handelt es sich sicherlich um die Brüder Ulrich und Eberhard von Württemberg, die zuvor gemeinsam urkundeten. Hartmann I. von Grüningen übernahm nach dem Tod Ulrichs I. von Württemberg die Vormundschaft für dessen Söhne Eberhard und Ulrich. Dies deshalb, weil damals kein Bruder Ulrichs I. mehr am Leben war und Hartmann als Ulrichs I. direkter Vetter dessen gradnächster männlicher Verwandter war.
Die meisten Historiker bezeichnen Hartmann I. von Grüningen und Ulrich I. von Württemberg als Vettern, ein jüngerer Hartmann in derselben Generation ist nirgendwo belegt. Eine allein auf der o. g. Urkunde von 1246 beruhende Unterscheidung von Hartmann I. und einem Hartmann II. von Grüningen in diesem Jahr wirkt bemüht und lässt sich in keiner Weise verifizieren oder auch nur wahrscheinlich machen, weshalb die maßgeblichen historischen und genealogischen Nachschlagewerke, insbesondere Lorenz (1997) und Schwennicke (1984), keine solche Unterscheidung vornehmen.

## Expansion

### Seitenwechsel im Thronstreit
Nachdem die Staufer Markgröningen um 1240 zur Reichsstadt erhoben hatten, waren die Lehensträger gefordert, deren Ausbau umzusetzen. Erste Schritte wie die Gründung des Heilig-Geist-Spitals hatte sicher bereits Hartmann I. eingeleitet. Mit päpstlichem Geld, der Aussicht auf staufisches Hausgut und der Zusage, die Staufer als Herzöge von Schwaben beerben zu können, wurden Hartmann von Grüningen und Ulrich von Württemberg bewogen, unmittelbar vor der entscheidenden Schlacht an der Nidda gegen den von Papst Innozenz IV. zum Gegenkönig erhobenen Landgrafen Heinrich Raspe IV. mit rund 2000 schwäbischen Gefolgsleuten die Partei zu wechseln. Somit wendeten sie das Blatt und zwangen den vermeintlich überlegenen Staufer-König und schwäbischen Herzog Konrad IV. in die Flucht. Hartmann konnte Konrad danach aus Niederschwaben weitgehend fernhalten. Ein dritter württembergischer „Grafenspross“ namens Heinrich wurde für seine Loyalität zum Papst mit dem 1246 vakant gewordenen Bischofssitz von Eichstätt belohnt. Zugleich wurde ein „Hermann von Grüningen“ Domherr zu Eichstätt und die Domvogtei den Grafen von Württemberg übertragen.
Ulrich von Württemberg und Hartmann von Grüningen urkundeten oft gemeinsam und hielten sich mehrfach beim Papst in dessen Exil in Lyon auf. Sie zählten alsbald zu den einflussreichsten schwäbischen Grafen. Ulrich expandierte im Remstal und konnte sich zudem die an den Gegenkönig zurückgefallene Grafschaft Urach sichern. Hartmann schien sich dagegen auf die Gefilde nördlich von Stuttgart zu konzentrieren. Über Grüningen hinaus agierte er verstärkt im Raum Marbach / Steinheim / Oberstenfeld und gründete vermutlich auch die Stadt Brackenheim an der Nordgrenze seines Einflussbereichs.

### Fürstliche Residenzstadt
1252 konnte der Comes Illustrissimus (hochwohlgeboren) genannte Hartmann auf der Reichsversammlung in Frankfurt durchsetzen, dass der zweite antistaufische König Wilhelm von Holland ihm Reichssturmfahne, Burg und Stadt Grüningen „eigenthümlich“ (Heyd) als Erblehen „mit allen Gerechtigkeiten“ bestätigte. Der noch von den Staufern initiierte Stadtausbau Grüningens wurde fortgesetzt, mit Erstellung einer neuen Burg und Einrichtung des Heilig-Geist-Spitals. Darüber hinaus ging er als Kirchherr auch den Neubau der aus karolingischer Zeit stammenden Bartholomäuskirche an und wandelte die romanische Basilika in eine der ersten gotischen Kirchen in Süddeutschland um – damals der größte Sakralbau in Württemberg. Dass ihm dabei mehr und mehr das Geld ausging, belegen die mit zunehmendem Baufortschritt sparsamere Gestaltung der Kirche und die zahlreichen Immobilienverkäufe im Oberland, die auch vor dem Heiratsgut seiner Gattin Hedwig von Veringen nicht Halt machten und deshalb ihrer Zustimmung bedurften.

### Expansion im Unterland
Hartmann von Grüningen rühmte sich seiner immerwährenden Papsttreue, betonte also, dass er im Gegensatz zu anderen schwäbischen Hochadeligen nie in staufischen Diensten gestanden hatte und im Gegensatz zu Ulrich von Württemberg auch keine Kompromisse mit der staufischen Partei machte. Die zugesagte Herzogswürde blieb ihm jedoch auch nach dem Tod Konrads IV. (1254) und auch nach dem frühen Ableben seines Mitstreiters Ulrich I. von Württemberg (1265) verwehrt. Nach Ulrichs Tod beherrschte er als Vormund dessen unmündiger Söhne Ulrich II. und Eberhard I. auch deren Grafschaft und stieg damit zum einflussreichsten Grafen in Schwaben auf. Seine Expansionspolitik im Unterland, dem er vermutlich als niederschwäbischer Landvogt vorstand, machte ihm mehrere hier begüterte Grafen zum Feind, wie sich alsbald erweisen sollte.

## Niedergang nach dem Interregnum
Der 1273 zum König gewählte schwäbische Graf Rudolf von Habsburg hatte sich zum Ziel gesetzt, im Interregnum verlorenes Königsgut, also auch Burg und Stadt Grüningen, wieder in Reichshand zu bringen. Außerdem wollte er die vakante Herzogswürde für sein eigenes Haus gewinnen. Mit der Umsetzung dieser Revindikationsstrategie betraute er seinen Schwager Albrecht II. von Hohenberg, den er zum Reichslandvogt für Niederschwaben ernannte. Dieser wurde von den Grafen von Tübingen bzw. Asperg und vermutlich ausschlaggebend vom Markgrafen von Baden unterstützt, dem Hartmann einige Positionen zwischen Stuttgart und Heilbronn abgenommen hatte.
Während sich Hartmann bei dem von Ulrich I. annektierten Reichsgut eher kompromissbereit zeigte, weigerte er sich strikt, die von ihm ausgebaute Stadt Grüningen herauszugeben. Damit handelte er sich einen sieben Jahre währenden Konflikt mit dem Hohenberger Grafen und dessen wachsendem Unterstützerkreis ein, der letztlich den Niedergang seines Hauses besiegelte.

### Tod und Nachfolgeregelung
Hartmann starb mutmaßlich nach seiner testamentarischen Stiftung auf den Marienaltar der Grüninger Bartholomäuskirche, die der Speyrer Bischof Friedrich von Bolanden 1277 bestätigte Möglicherweise fiel der Graf im Kampf oder erlag etwaigen Verwundungen, die er sich in den heftigen Auseinandersetzungen mit den königlichen Streitkräften zugezogen haben könnte. Allerdings könnten diese auch seinen Tod ausgenutzt haben, als sie um 1275 Grüningen eingenommen und die neue Kirche in Brand gesteckt haben. Für diesen Todeszeitpunkt könnte allenfalls sprechen, dass 1275 kein Senior mehr genannt wird und offenbar eine Erb- und Namensteilung stattgefunden hatte (während im Unterland künftig nur „Hartmann von Grüningen“ erscheint, urkunden im Oberland nun ausschließlich die Söhne Konrad und Eberhard als „Grafen von Landau“).

### Niederlage und Niedergang
Bei der ebenfalls umstrittenen Stadt Brackenheim konnte Hartmann am 19. Oktober 1277 die feindlichen Truppen trotz ihrer Übermacht zurückschlagen und zahlreiche Gefangene nach Grüningen führen. Diesen Sieg feierte man laut einem alten Gesangbuch als Rache des Kirchenheiligen Bartholomäus für die Kirchenschändung von 1275. 1280 musste er allerdings gegen ein weit größeres Heer antreten und sich in offener Feldschlacht geschlagen geben. Er starb im Kerker auf dem Hohenasperg und wurde in seiner neuen Kirche beigesetzt. Burggrafschaft und Stadt Grüningen fielen samt Reichssturmfahne zurück ans Reich bzw. in die Hände Albrechts II. von Hohenberg.
Hartmanns Sohn Konrad lehnte sich noch jahrelang vergeblich gegen den Verlust Grüningens auf. Es gelang ihm lediglich, eine Entschädigung für die Eigengüter der Familie in der Stadt zu erlangen. Nachdem sie die Grafschaft Grüningen endgültig eingebüßt hatten, verzichteten Hartmanns jüngere Söhne auf diesen Titel, nannten sich nur noch nach ihrer Burg Landau und vergaben auch den traditionell mit dem Reichssturmfahnlehen verbundenen Vornamen Hartmann nicht mehr.

## Familie

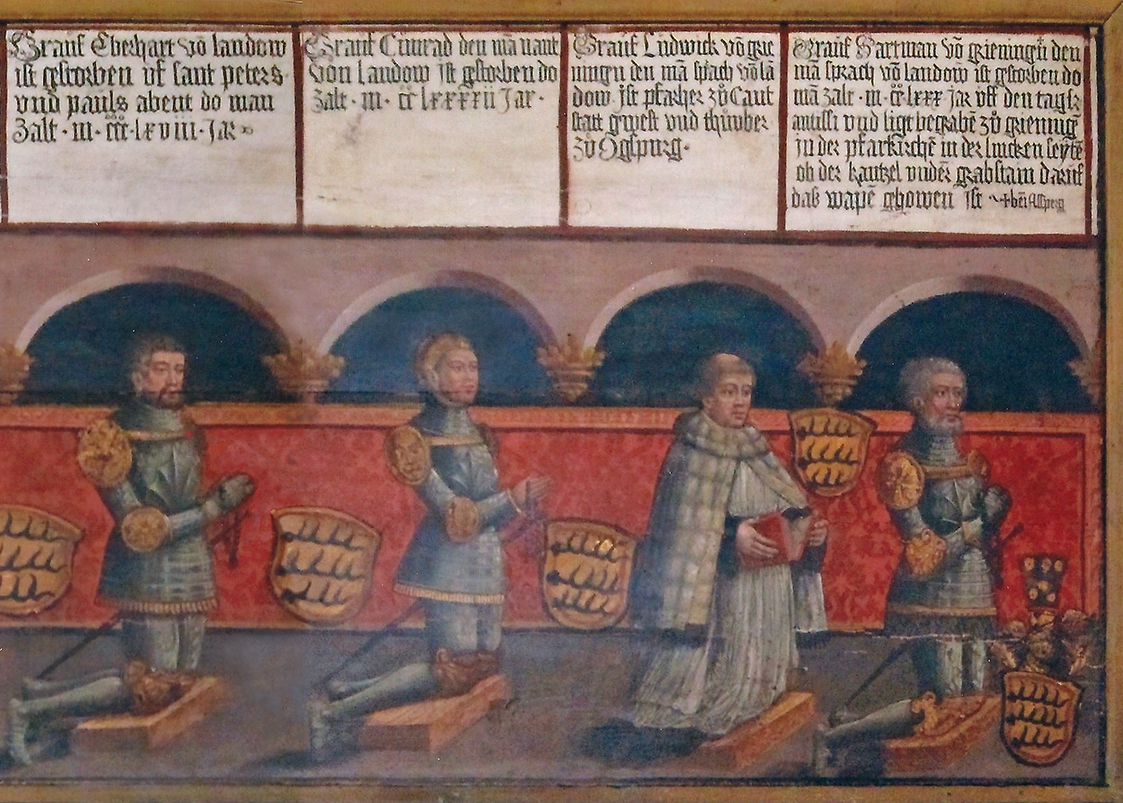
Hartmann II. mit seinen Söhnen aus zweiter Ehe: Ludwig, Konrad und Eberhard (Ausschnitt aus Ahnengalerie in Kloster Heiligkreuztal)

Für eine erste Ehe Hartmanns I., nach der Überlieferung mit einer fränkischen Herrin von Schlüsselberg, wurde bislang kein Beleg gefunden. Die frühe Heirat seiner Tochter Agnes (vor 1263) und die bereits 1265 erstmals erfolgte Unterscheidung in Senior und Junior (Hartmann I./II.) weisen allerdings auf eine erste Ehe hin, die laut Heyd auch durch die Überlieferung bestätigt wird, dass Hartmann I. in der Bartholomäuskirche neben seiner Frau bestattet wurde. Da ihn Hedwig lange überlebte, kann demnach nur eine erste Gattin, die Mutter seines Nachfolgers Hartmann II., gemeint sein.
Die Ehe mit seiner entfernten Cousine Hedwig von Veringen ist dagegen sicher belegt. Wegen ihrer Verwandtschaft im vierten Grad (gemeinsame Ururgroßeltern) benötigten sie für die 1252 geschlossene Ehe päpstlichen Dispens, den Papst Innozenz IV. am 2. Oktober 1252 in Perugia erteilte, um dadurch den schädlichen Zwiespalt zwischen den beiden verwandten Häusern zu beseitigen. Möglicherweise brachte sie unter anderem die vorher nie mit Grafen von Grüningen erwähnte und später namengebende Burg Landau mit in die Ehe.
Seit dem Vierten Laterankonzil 1215 waren Ehen bis zum vierten Verwandtschaftsgrad grundsätzlich verboten. Eine Verwandtschaft im vierten Grad bestand dann, wenn zwei Personen mindestens ein Ururgroßelternpaar gemeinsam hatten. Hedwig von Veringen war die Tochter Graf Wolfrads III. (urk. 1237–1267), die Enkelin Graf Wolfrads II. (urk. 1216–1234) und die Urenkelin Graf Wolfrads I. von Veringen (urk. 1160–1216). Auch Graf Hartmann I. Graf von Württemberg hatte eine Gräfin von Veringen geheiratet, durch die nach allgemeiner Ansicht die halbe Grafschaft Veringen, der Vorname Eberhard und das Hirschstangen-Wappen an das Haus Württemberg gelangten, sie gilt als Erbtochter des söhnelosen Grafen Eberhard I. von Veringen (urk. 1160/69–1185/86), der ein Bruder Graf Wolfrads I. war. Graf Hartmann I. von Württemberg urkundete 1237 und 1239 gemeinsam mit seinem Enkel Graf Hartmann I. von Grüningen. Wenn dieser der Ehemann der Hedwig von Veringen war, waren beide im vierten Grad (4 : 4) miteinander verwandt, so dass für die Heirat ein Ehedispens erforderlich war. Hätte Hedwigs Ehemann Hartmann (II.) von Grüningen bereits der nächsten Generation seiner Familie angehört, dann wären beide nur im fünften Grad ungleicher Linie (5 : 4) miteinander verwandt gewesen, wofür lt. dem kanonischen Recht kein Ehedispens mehr erforderlich war. Der o. g. Dispens zeigt also, dass Hedwigs Ehemann Hartmann I. von Grüningen ein Enkel Graf Hartmanns I. von Württemberg war. Da Hartmanns I. von Württemberg Ehefrau den Anteil ihres Vaters Eberhard I. an der Grafschaft Veringen an das Haus Württemberg brachte und die Württemberg-Grüninger in der Folge auch das Veringer Hirschstangen-Wappen annahmen, waren Erbstreitigkeiten zwischen den seitdem verwandten Häusern Württemberg-Grüningen und Veringen die Folge, die durch die zweite Eheschließung Grüningen–Veringen von 1252 beigelegt wurden.
Als Vater Hartmanns I. von Grüningen kommt nur Konrad I. von Grüningen (urk. 1226–1228) in Betracht, der sich als Erster aus seiner Familie „Graf von Grüningen“ nannte und der lt. Ausweis seines Siegels ein Graf von Württemberg war (nämlich ein Sohn Graf Hartmanns I. von Württemberg). Ein von älteren Historikern wie Heyd genannter älterer Graf Eberhard von Württemberg (erwähnt ab 1231) wird in der neueren Geschichtsschreibung nicht mehr genannt und hat offenbar nicht existiert. Ein Eberhard (I.) von Württemberg ist erst seit 1236 urkundlich nachgewiesen und er gehört daher (als Bruder Graf Ulrichs I. von Württemberg) in dieselbe Generation wie Hartmann I. von Grüningen. Als Vater Hartmanns scheidet Eberhard aus.
Zu Hartmanns I. Nachkommen zählen:
- Agnes von Grüningen, die vor 1263 mit Graf Rudolf II. von Montfort vermählt wurde[32] und daher aus erster Ehe stammen muss;[33]
- Hartmann II. von Grüningen (* vor 1252, 1265 geschäftsfähig, † um 1273), der wohl aus erster Ehe stammt;
- Anna von Grüningen-Landau, wurde laut Sommer „nach dem Tode ihres Vaters“ Priorin von Kloster Offenhausen[34] und urkundete als solche bereits 1277,[35] weshalb sie auch aus erster Ehe stammen muss;
- Adelheid von Grüningen, Äbtissin von Heiligkreuztal, die laut Mereb ebenfalls einer ersten Ehe entstammen soll;[36]
- Konrad II. von Grüningen-Landau († 1300), als Sohn Hedwigs belegt, ab 1275 autonomer „Graf von Landau“, ab dem Tod seines Vaters oder Halbbruders Hartmann im Oktober 1280 als „Graf von Grüningen“ Chef des gesamten Hauses, musste die Ansprüche auf die Grafschaft Grüningen aufgeben und einen gravierenden politischen Bedeutungsverlust seiner Familie hinnehmen, weshalb er sich zuletzt nur noch Graf von Landau nannte;[37]
- Ludwig von Grüningen-Landau († nach 1300), als Sohn Hedwigs belegt, war „Major Canonicus“ im Domkapitel zu Augsburg, Kirchherr zu Grüningen und Cannstatt;[38]
- Eberhard I. von Grüningen-Landau († 1322), als Sohn Hedwigs belegt, ab 1275 „Graf von Landau“, der vergeblich versuchte, durch eine Ehe mit Richenza von Calw-Löwenstein nochmals die Position des Hauses im Unterland zu stärken.
- Adelheid von Landau, 1293 verheiratet mit dem Edlen Berthold von Mühlhausen, der mehrfach in Grüningen urkundete und eng mit den Grafen Eberhard I. von Württemberg und Konrad von Grüningen-Landau kooperierte;[39] Adelheid heiratete zwischen 1278 und 1293 und gehörte wohl schon in die nächste Generation (als Tochter Graf Hartmanns II. von Grüningen).[12]

## Weiterführende Informationen